# .223 Remington

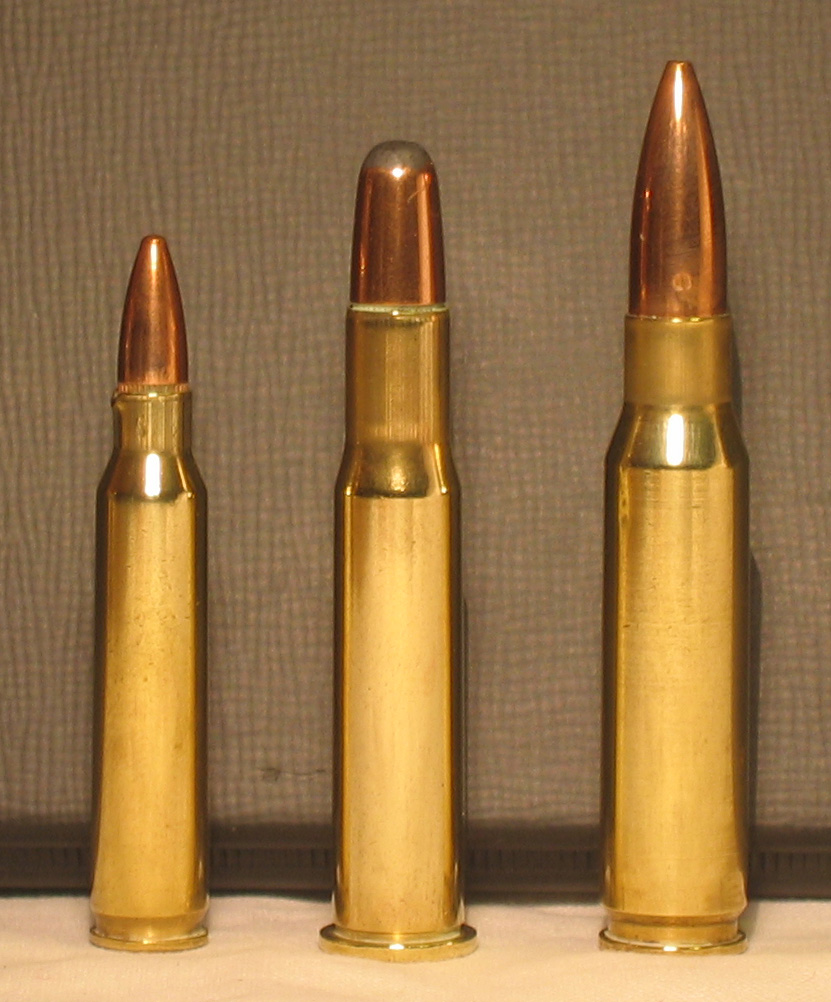
.308 Winchester (rechts) naast een .30-30 Winchester (centrum) en .223 Remington (links)

.223 Remington maximum afmetingen volgens C.I.P. Alles in millimeter (mm).

De .223 Remington is een sportkaliber met bijna dezelfde buitenafmetingen als de militaire 5,56×45mm NAVO. Het projectiel heeft een diameter van 5,7 mm, of 0,224 inch. Het typische gewicht van zo'n projectiel varieert van 40 tot 90 grains (2,6 tot 5,8 g). De meest voorkomende projectielen situeren zich echter rond 55 grains (3,6 g).
Hoewel de buitenafmetingen bijna identiek zijn, variëren de .223 Remington en 5,56×45mm NAVO toch in maximaal toegelaten druk en in kamerafmetingen. De maximum- en gemiddelde druk van verschillende types 5,56 mm NAVO gaan boven de maximum proefdruk van de .223 Remington. Omdat het militair kaliber door de jaren heen langere projectielen is gaan gebruiken, terwijl de standaard voor .223 Remington dezelfde bleef, is het mogelijk dat 5,56×45mm NAVO munitie niet veilig te gebruiken is in wapens gekamerd voor .223 Remington.

## Geschiedenis
De .223 Remington werd ontwikkeld als een grotere en snellere versie van de .222 Remington. Deze laatste werd geïntroduceerd als een varmint-kaliber in 1950. De .223 Remington werd specifiek ontworpen voor de Armalite AR-15, die later uitgroeide tot de M16.

## Afmetingen
De .223 Remington heeft een hulscapaciteit van 1,87 ml H2O.
In de Verenigde staten zou de schouderhoek gedefinieerd worden als α/2 = 23 graden. Een veel voorkomende spoed in lopen voor dit kaliber is 305 mm (1 in 12 inch). Ø velden = 5,56 mm, Ø trekken = 5,59 mm.
Volgens de officiële C.I.P. (Commission Internationale Permanente Pour L'Epreuve Des Armes A Feu Portative) richtlijnen kan de .223 Remington tot 430 MPa piëzodruk aan. In C.I.P. aangesloten landen moet elk wapen geproefd worden op 125% van deze maximum druk. Deze C.I.P. druk komt ongeveer overeen met de maximum druk richtlijn van de NAVO voor de 5,56×45mm NAVO